# В садах Геокчая
«В садах Геокчая» (азерб. Göyçay bağlarında) — картина азербайджанского художника Тогрула Нариманбекова, написанная в 1965—1966 годах. На картине изображены ветки граната с плодами, свисающие над ковром на поляне. В правом нижнем углу картины нарисовано также ведёрко. Вскоре картина стала собственностью Министерства культуры Азербайджанской ССР. Примечательно, что эта картина была приведена в качестве иллюстрации статьи про Тогрула Нариманбекова в Большой советской энциклопедии.
Александр Каменский пишет, что эта картина не может быть названа ни пейзажем, ни натюрмортом, поскольку тут нет «ясно обозначенной пространственной среды, начисто отсутствуют обычные связи и пропорциональные взаимоотношения элементов природно-предметного мира». По словам Каменского ориентированная по вертикальной оси композиция «самым свободным и причудливым образом сплетает между собой отдельные детали, будь то плоды, цветы, ветки, кувшин, ковёр и т. д.» Каменский также отмечает, что в этой картине нет ни прямой, ни обратной перспективы: предметы укрупнены в центре и уменьшаются по бокам.
Писатель Людмила Бубнова пишет об этой картине:
И наконец «В садах Геокчая» — раскованность, смелость, способность разговаривать языком живописи в полный голос со значительной внутренней силой. И сила эта подчиняла себе всё, что он брался писать, будь пейзаж или натюрморт.